# کوتلوجا (بسنی)
کوتلوجا {{ترکی|Kutluca) (به ارمنی: Ֆալ) یک منطقهٔ مسکونی در ترکیه است که در بسنی واقع شده‌است.